# Nolana
Nolana és un gènere de plantes amb flors suculentes que pertany a la subfamília Solanoideae, inclosa a la família solanàcia. Comprèn 85-89 espècies, són plantes natives d'Amèrica del Sud: 42-47 ho són de Xile. És l'únic gènere de la tribu Nolaneae. ;Sinònims : Alibrexia, Aplocarya, Bargemontia, Dolia, Gubleria, Leloutrea, Neudorfia, Osteocarpus, Pachysolen, Periloba, Rayera, Sorema, Teganium, Tula, Velpeaulia, Walberia, Zwingera
L'any 2015, les inusuals pluges ocorregudes a l'extremadament àrid desert d'Atacama van donar com a resultat la cobertura del paisatge del desert per flors de Nolana paradoxa (junt amb altres espècies florides de Rhodophiala rhodolirion, Bomarea ovallei i Calandrinia longiscapa.)

## Algunes espècies
- Nolana acuminata
- Nolana adansoni
- Nolana alba
- Nolana atriplicifolia
- Nolana crassulifolia
- Nolana humifusa
- Nolana paradoxa Lindl.
- Nolana prostrata
- Nolana reichei
- Nolana rupicola
- Nolana sedifolia
- Nolana tenella